# ISO 3166-2:PM
ISO 3166-2:PM é a entrada para São Pedro e Miquelão no ISO 3166-2, parte do ISO 3166 padrão publicado pela International Organization for Standardization (ISO), que define códigos para os nomes das principais subdivisões (e.g., províncias ou estados) de todos países codificado no ISO 3166-1.
Atualmente, não há códigos ISO 3166-2, são definidos na entrada para São Pedro e Miquelão.
São Pedro e Miquelão, um coletividade territorial no exterior da França, é atribuído oficialmente ao código ISO 3166-1 alfa-2 PM. Além disso, também é atribuído ao código ISO 3166-2 FR-PM sob a entrada para a França.